# Songs to Learn & Sing
Songs to Learn & Sing es un álbum recopilatorio de la banda británica de post punk Echo & the Bunnymen publicado el 15 de noviembre de 1985 que contiene todos los sencillos de la banda publicados hasta la fecha. Se lanzó en formatos LP, casete y CD a través de los sellos discográfico Korova, WEA y Sire Records. Recibió críticas positivas y alcanzó el puesto número seis en la lista británica de álbumes y el 158 en el Billboard 200 estadounidense.

## Recepción
Allmusic le otorgó cuatro estrellas y media de cinco posibles y describió el disco como "una colección exhaustiva y sólida del material de la banda". Aparece en la lista de la revista Rock Compact Disc en el puesto cuarenta y cinco de los mejores álbumes de "rock indie británico". Alcanzó el puesto número seis en la lista británica de álbumes y el 158 en el Billboard 200 estadounidense.

## Sencillos
A pesar de ser un disco recopilatorio, incluye un sencillo inédito — "Bring On the Dancing Horses", publicado el 14 de noviembre de 1985. Alcanzó el puesto veintiuno del UK Singles Chart y el quince en el Irish Singles Chart.

### Posición en listas
| Lista (1985)    | Posición |
| --------------- | -------- |
| UK Albums Chart | 6        |
| Billboard 200   | 158      |

## Lista de canciones
Todas las canciones compuestas por Will Sergeant, Ian McCulloch, Les Pattinson y Pete de Freitas.
1. "Rescue" – 3:46
2. "The Puppet" – 3:05
3. "Do It Clean" – 2:43
4. "A Promise" – 3:40
5. "The Back of Love" – 3:13
6. "The Cutter" – 3:55
7. "Never Stop" – 3:29
8. "The Killing Moon" – 5:46
9. "Silver" – 3:17
10. "Seven Seas" – 3:19
11. "Bring On the Dancing Horses" – 3:56

## Créditos

### Músicos
- Ian McCulloch – voz
- Will Sergeant – guitarra
- Les Pattinson – bajo
- Pete de Freitas – batería

### Producción
- Ian Broudie – productor ("Rescue", "The Back of Love", "The Cutter")
- Bill Drummond – productor ("The Puppet", "Do It Clean")
- David Balfe – productor ("The Puppet", "Do It Clean")
- Hugh Jones – productor ("A Promise", "Never Stop")
- The Bunnymen – productor ("A Promise", "The Killing Moon", "Silver", "Seven Seas")
- Laurie Latham – productor ("Bring On the Dancing Horses")
- Anton Corbijn – fotografía